# Feröer régiói

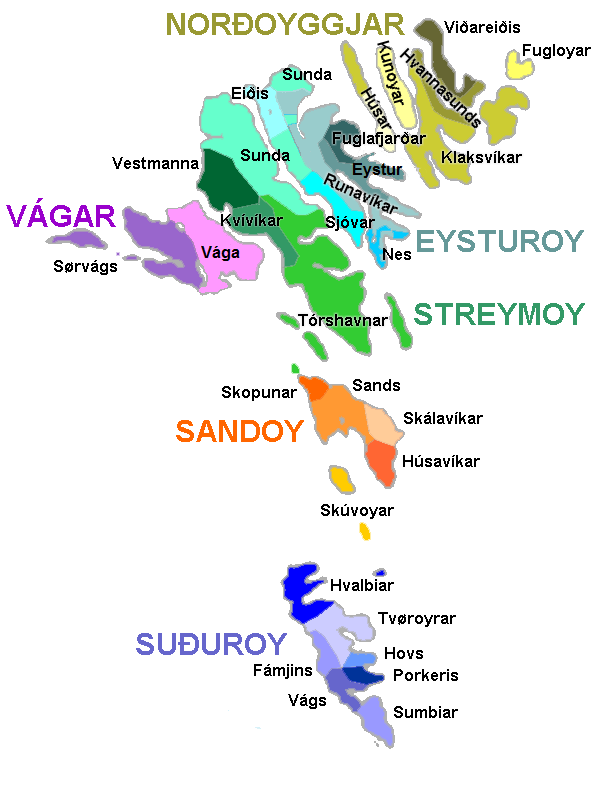
Feröer régiói és községei

Feröer hat földrajzi régióra (feröeriül: sýsla) oszlik, amelyek egyben rendőrségi körzetek is, más közigazgatási jelentőségük napjainkban már nincsen. 2007-ig a régiók megegyeztek a hét választókörzettel azzal a különbséggel, hogy Streymoy régió egy északi és egy déli választókörzetből állt; a választókörzeteket azonban összevonták, így ma egész Feröer egyetlen választókörzetet alkot.
Az egyes régiók rendőrfőnöke a sýslumaður, akinek többek között a hagyományos cetvadászat lebonyolításában és a zsákmány elosztásában is szerepe van.
Az egyes régiókhoz a következő szigetek tartoznak:
- Eysturoy régió – Eysturoy
- Norðoyar régió – Borðoy, Fugloy, Kalsoy, Kunoy, Svínoy, Viðoy
- Sandoy régió – Kis-Dímun, Nagy-Dímun, Sandoy, Skúvoy
- Streymoy régió – Streymoy, Hestur, Koltur, Nólsoy
- Suðuroy régió – Suðuroy
- Vágar régió – Mykines, Vágar